# Arthur Griffith
Arthur Griffith (Dublín, 31 de marzo de 1872-Ib., 12 de agosto de 1922) fue un político y escritor irlandés, líder nacionalista y uno de los negociadores del Tratado anglo-irlandés por el cual Irlanda quedó dividida en dos partes.

## Biografía
Nacido en Dublín el 31 de marzo de 1871 en el seno de una familia de clase baja, su padre ejercía el oficio de impresor, que Griffith aprendió muy pronto. Las dificultades económicas que muchas de las familias irlandesas sufrían para sobrevivir provocaba, como en este caso, que algunos de sus hijos emigrasen hacia otros países con el fin de ganarse la vida. Arthur Griffith vivió durante los primeros años de su juventud en territorios pertenecientes al Imperio Austro-húngaro, cuya modalidad de estado influyó en sus concepciones nacionalistas posteriores.
Tras un breve regreso a Irlanda, volvió a viajar, en esta ocasión a África del sur, ocupando un puesto como funcionario en la estructura administrativa de Transvaal. Griffith decidió regresar, nuevamente a su país, poco antes de que estallase la Primera Guerra Mundial.
Griffith fue el fundador, en el año 1899, de la revista United Irishman, en la que colaboraron las más prestigiosas plumas irlandesas, entre la que destaca de una manera preferente la del poeta William Butler Yeats. Él mismo fue partícipe literario de su publicación colaborando con editoriales a favor del autogobierno irlandés.
En el año 1902 fundó una organización que sería el caldo de cultivo de lo que posteriormente se convertiría en el Sinn Féin, movimiento que en aquellos momentos abogaba por una Irlanda autónoma, aunque no independiente del Reino Unido.
No existe ninguna constancia de que Griffith participara en el levantamiento de Pascua de 1916, sin embargo los británicos le encarcelaron como instigador y aunque su estancia en prisión fue breve, aproximadamente de un año, fue nuevamente encarcelado un año más tarde sin ninguna razón legal y simplemente basándose en su condición de líder nacionalista.
Las elecciones generales de 1918, llevaron a los líderes del Sinn Féin al poder, y los nuevos miembros del Parlamento, que se reunían con el nombre de Dáil Éireann o Asamblea de Irlanda, eligieron a Éamon de Valera como presidente de la nación y a Griffith como su vicepresidente. Poco después, estallaría la guerra entre Irlanda y el Reino Unido.
La guerra de desgaste y guerrilla que los irlandeses iniciaron, bajo la supervisión de Michael Collins, contra el ejército británico obtuvo sus frutos. Y así, en el año 1921, Griffith fue encargado de encabezar una delegación que tratara de buscar una paz con los británicos y en la cual se reconociese el Estado Libre Irlandés.
Aunque Griffith fue elegido presidente en enero de 1922, no tuvo tiempo de consolidarse en el poder, ya que murió el 12 de agosto de ese mismo año, muy poco después del estallido de la guerra civil.
- Patrick Maume, The Long Gestation (Gill & Macmillan, 1999).
- There is a 2003 reprint of The Resurrection of Hungary with an introduction by Patrick Murray (University College Dublin Press).
- The Treaty Debates on-line (Dec 1921 – Jan 1922)
- Anthony J. Jordan, Arthur Griffith with James Joyce & WB Yeats – "Liberating Ireland" [Westport Books 2013]
- "Griffith, Arthur" . Thom's Irish Who's Who . Dublin: Alexander Thom and Son Ltd. 1923. p. 98  – via Wikisource.